# Diexia punctigera
Diexia punctigera – gatunek chrząszcza z rodziny kózkowatych i podrodziny zgrzypikowych. Jedyny przedstawiciel rodzaju Diexia.

## Zasięg występowania
Gatunek ten występuje na Półwyspie Malajskim.